# 圣费罗提欧圣殿

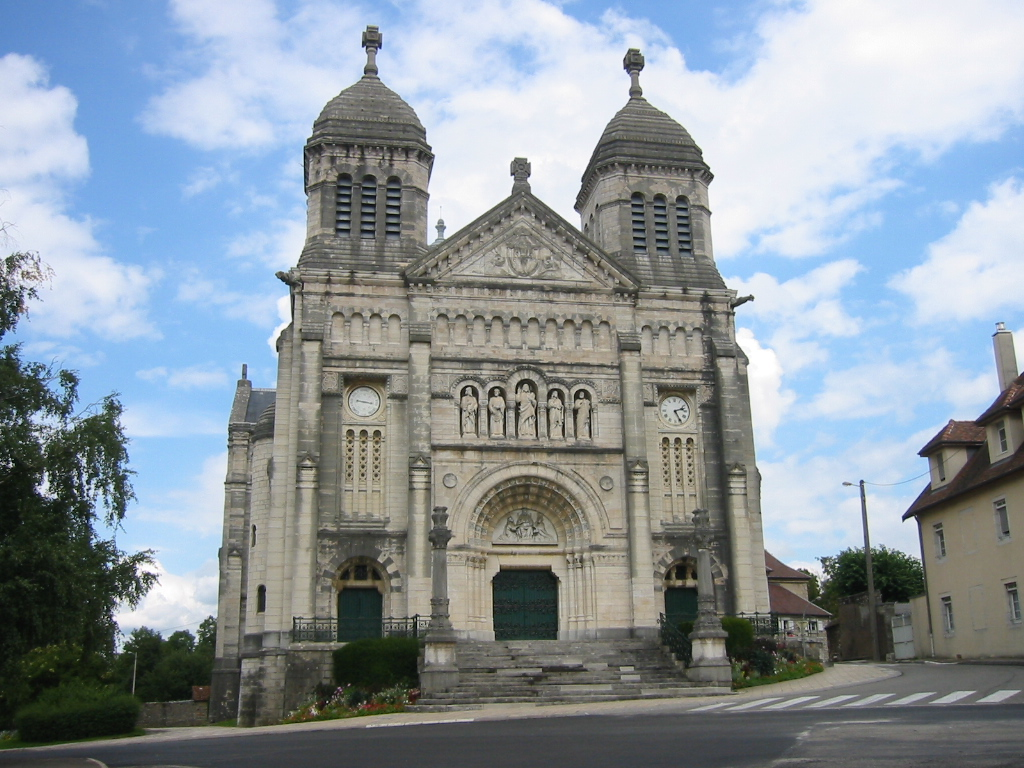
圣费罗提欧圣殿

圣费罗提欧圣殿（法语：Basilique Saint-Ferjeux）位于法国贝桑松的圣费耶克斯区（Saint-Ferjeux），供奉埋葬于该堂的贝桑松的主保圣人，圣法尔若圣费罗提欧 (Ferréol et Ferjeux)。建筑风格兼具罗马式和拜占庭式。建于1884-1901年。
2006年10月27日，该堂列为法国历史遗迹。

## 墓葬
- 圣法尔若、圣费罗提欧